# ヤロスラフ・ウラジミロヴィチ (ノヴゴロド公)
ヤロスラフ・ウラジミロヴィチ（ロシア語: Ярослав Владимирович、? - 1207年以降）は、ウラジーミル・ムスチスラヴィチの子である。ノヴゴロド公：1182年 - 1184年、1187年 - 1196年、1197年 - 1199年。

## 生涯
1181年、ノヴゴロドの人々が、チェルニゴフ・オレグ家(ru)に組し、スモレンスク公ダヴィド統治下のドルツクを攻めた際に、ウラジーミル大公フセヴォロドがノヴゴロド公国領トルジョークを占拠したため、ノヴゴロドの人々はノヴゴロド公ウラジーミルを追放し、それに替わってヤロスラフがノヴゴロド公位に就くことになった。しかし、1184年にリトヴァ族からの攻撃を受けたプスコフへ援軍を送らなかったことによって、ヤロスラフもまたノヴゴロドの人々によって公位を剥奪された。
1187年、ヤロスラフは再びノヴゴロド公となり、今回はノヴゴロドの人々と協調し、エスト族(ru)と争うポロツク公国へ援軍を送った。1191年にはデルプトを占領し、多くの捕虜と戦利品を得た。1192年にはヤロスラフのドルジーナ隊はプスコフ軍と共にエスト族の都市オテンペ(ru)を占拠した。
1196年、チェルニゴフ・オレグ家の関与する権力闘争が起こると、ノヴゴロドの人々がチェルニゴフ公ヤロスラフの子ヤロポルクをノヴゴロド公に招いたため、一時トルジョークを領し、翌年再びノヴゴロド公位に復帰した。
1199年、ノヴゴロドの人々はウラジーミル大公フセヴォロドの元に公の派遣を要求し、その子のスヴャトスラフ(ru)がノヴゴロドに到着した。ヤロスラフにはフセヴォロドによってヴィシゴロドがあてがわれた。また、1205年にキエフ大公ロスチスラフがヴィシゴロドを占領したという記述が史料にみられるが、ヤロスラフのその後は不明である。

## 妻子
妻はアラン人の公女（1201年末死亡）。子には以下の人物がいる。
- イジャスラフ(ru) - ルーキ公。
- ロスチスラフ
- スヴャトスラフ - カネフ公。1223年のカルカ河畔の戦いで死亡。